# Veckad kragskivling
Veckad kragskivling (Stropharia coronilla) är en svampart som först beskrevs av Pierre Bulliard (v. 1742–1793), och fick sitt nu gällande namn av Lucien Quélet 1872. Veckad kragskivling ingår i släktet kragskivlingar och familjen Strophariaceae.  Arten är reproducerande i Sverige. Inga underarter finns listade i Catalogue of Life.